# Naoto Kan
Naoto Kan (菅 直人 Kan Naoto?) (n. 10 octombrie 1946,  Ube, Prefectura Yamaguchi, Japonia) este un politician din Japonia, care a devenit al 94-lea premier japonez pe data de 8 iunie 2010.
A fost liderul Partidului Democrat din Japonia în perioadele 1997-1998, 2002-2004, 2010-2011.
În anii 1990 a fost o perioadă de timp ministru al sănătății și al serviciilor sociale.

## Educația
Kan, care s-a născut în orașul Ube din prefectura Yamaguchi ca fiu al unui om de afaceri, este absolvent al Universității Tōkyō Kōgyō Daigaku.

## Cariera profesională și politică
În 1974, Kan și-a deschis un birou de facilitare a cererilor de brevete.
În 1980 a fost ales în Dieta japoneză pe lista Federației Socialiste Democratice.
A atras atenția publicului japonez când în 1996, ca ministru al sănătății și al serviciilor sociale, a acceptat responsibilitatea statului pentru răspândirea produselor de sânge infectat cu HIV sau hepatită, și a cerut celor afectați iertare, lucru fără precedent.
Kan este și autorul best-selleruui Dai-jin („Ministru”), în care scrie că miniștrii trebuie să dea socoteală în fața Împăratului.
În 2004, a dezvăluit că nu a plătit timp de zece luni cotizație de pensie (ulterior s-a descoperit că de fapt era vorba de două luni), și și-a dat demisia din postul de lider al Partidului Democrat.
Alte funcții politice pe care le-a deținut sunt:
- Ministru de finanțe (7 ianuarie 2010- prezent)
- Ministru cu portofoliu special (responsabil cu economia și finanțele) (16 septembrie 2009- prezent)
- Ministru cu portofoliu special (responsabil cu politica referitoare la știință și tehnologie) (16 septembrie 2009- 7 ianuarie 2010)

Kan, care este căsătorit și are doi fii, locuiește la Tokio. Datorită temperamentului său irascibil este poreclit Ira-Kan („Kan cel irascibil”).